# Frida Löber
Frida Löber, geborene Klara Frieda Lüttich (* 31. Juli 1910 in Höhnstedt, Mansfelder Seekreis; † 16. März 1989 in Althagen), war eine deutsche Kunstmalerin und Kunsthandwerkerin. Sie gehörte zur dritten Künstlergeneration der Künstlerkolonie Ahrenshoop.

## Leben
Frida Löber wurde als Tochter des im Pferdehandel tätigen Franz Lüttich und seiner Frau Sidonie Lüttich geboren und wuchs neben sechs Geschwistern ab 1913 in Halle an der Saale auf. 1916 führte eine Diphtherieerkrankung bei ihr zu einer dauerhaften, starken Einschränkung des Gehörs, aber auch zu einer Stärkung ihrer „emotionalen Wachheit“. Ab 1926 beschäftigte sie sich verstärkt mit dem Zeichnen und Malen. Von 1927 bis 1932 studierte sie an der Kunstgewerbeschule Burg Giebichenstein in Halle Malerei und Emaille-Gestaltung, bis etwa 1929 gemeinsam mit ihrer älteren Schwester Ella Lüttich-Etzrodt (1907–1932). Ihre Lehrer waren u. a. Erwin Hahs (Malerei), Charles Crodel (Grafik), Gerhard Marcks (Akt) und Lili Schultz (Email). 1930 heiratete sie den Bildhauer Wilhelm Löber, zu der Zeit Meisterschüler von Gerhard Marcks in dessen Klasse für Plastik auf der Burg Giebichenstein. 
Im Jahr 1932 übersiedelte das Paar auf das Fischland nach Althagen. In dem heute zu Ahrenshoop gehörenden Dorf hatte Wilhelm Löbers Vater, Pastor in Wustrow, für sie die Büdnerei Nr. 65 erworben. Ein einschneidendes Ereignis war für Frida Löber 1932 der Verlust der Schwester Ella, die unerwartet bei der Geburt ihres ersten Kindes starb. Die Löbers, ihr Schwager Karl Etzrodt und die Lehrer der Burg organisierten daraufhin 1933 eine Gedächtnisausstellung in der Berliner Galerie Gurlitt, bei der neben ca. 50 Werken von Ella Lüttich-Etzrodt auch frühe Werke Wilhelm Löbers und Emaillarbeiten Frida Löbers gezeigt wurden.
Zwischen 1933 und 1953 schenkte Frida Löber acht Kindern das Leben. „In den folgenden zwei Jahrzehnten war ihr immer wieder sporadisch ausbrechendes Zeichnen und Aquarellieren auf Motive aus der Ahrenshooper Landschaft und die Modelle aus ihrer häuslichen Kinderschar angewiesen.“ Nach der Rückkehr Wilhelm Löbers aus dem Krieg verbrachte die Familie ab 1946 die ersten Nachkriegsjahre in Empfertshausen an der Rhön, wo Löber an der dortigen Staatlichen Schnitzschule einen Lehrauftrag erhielt.
Ab 1952 wieder auf dem Fischland wohnend, baute sie mit ihrem Mann 1955 eine Keramikwerkstatt auf. Gemeinsam mit dem Künstlerehepaar Barbara und Arnold Klünder, das zeitgleich eine Werkstatt gegründet hatte, entwickelten sie die „Fischlandkeramik.“ Nach 36 Ehejahren verließ Wilhelm Löber 1966 seine Frau – die Ehe wurde 1970 geschieden – und zog nach Juliusruh auf Rügen. Die Fischlandkeramik wurde zur hauptsächlichen Einnahmequelle, die Werkstatt wurde nun vom Sohn Friedemann (* 1939) geführt. Auch die Töchter (Leni) Helene Löber-Schamal (* 1933) und Wilfriede Maaß (* 1951) wurden als Keramikerinnen tätig, der Sohn Ernst (* 1934) als Bildhauer.
1973 erlitt Frida Löber einen Schlaganfall mit rechtsseitiger Lähmung, erholte sich aber so weit, dass sie linkshändig weiterhin als Malerin und Keramikerin tätig sein konnte. Im Jahr 1986 folgte ein zweiter starker Schlaganfall. Obwohl dieser zu weiteren körperlichen Einschränkungen führte, entstand noch eine Serie abstrakter Kreide- und Tuschezeichnungen.
Frieda Löber war Mitglied im Verband Bildender Künstler der DDR.
Sie starb 1989 im Kreise ihrer Familie in ihrem Haus in Althagen und wurde auf dem Friedhof im Ostseebad Wustrow bestattet.

„Persönlicher als die ihres Mannes waren die Arbeiten von Frieda Löber. Phantasievoll sind ihre märchenhaften Figuren mit farbigen Umhängen in den siebziger und achtziger Jahren mit Abdrücken von Textilien verziert. Ebenso verzaubern ihre ausdruckstarken Tierplastiken aus Keramik.“

## Werke (Auswahl)
| Malerei - Laternenfest (1926) - Selbstporträt mit blauem Schal (1927) - Beim Kranzflechten (1929) - Ahrenshooper Mühle (um 1930) - Paetowhof (1930) - Hafen Althagen (1931) - Katen in Althagen (1932) - Das Blaue Haus (1937) - Porträt Wilhelm Löber schlafend (1955) - Selbstporträt (1981) | Keramiken - Selbstbildnis als Torso (1965) - Bärtiger Mann mit Hut und Schale (um 1978) - Leuchterfrau (um 1978) |

## Ausstellungen (Auswahl)
- 1933: Emaillarbeiten, Gedächtnisausstellung für Ella Lüttich-Etzrodt, Galerie Gurlitt Berlin[3]
- 1953/1964: Kunstkaten Ahrenshoop
- 1980: Ausstellung in der Studio-Galerie in Berlin mit ihren Kindern – dem Bildhauer Ernst (* 1934) und den Keramikern Leni (* 1937), Friedemann (* 1939) und Wilfriede (* 1951)
- 1983: Ausstellung im Kunstkaten Ahrenshoop gemeinsam mit Doris Oberländer[2]
- 2004: Frida Löber – Malen, zeichnen, gestalten: Zwischen Leben und Kunst. Ausstellung des malerischen Werkes im Kunstkaten und der keramischen Objekte im Dornenhaus Ahrenshoop
- 2013: Frida und Wilhelm Löber – Ein Künstlerehepaar der Ahrenshooper Künstlerkolonie. Ahrenshoop